# Heterodon platirhinos
Heterodon platirhinos és una espècie de rèptil inofensiu de la família Colubridae que habita al sud dels Estats Units i el nord de Mèxic.